# Койна
Койна (порт. Coina)  —  район (фрегезия) в Португалии,  входит в округ Сетубал. Является составной частью муниципалитета  Баррейру. Находится в составе крупной городской агломерации Большой Лиссабон. По старому административному делению входил в провинцию Эштремадура. Входит в экономико-статистический  субрегион Полуостров Сетубал, который входит в Лиссабонский регион. Население составляет 1576 человек на 2001 год. Занимает площадь 5,39 км².
Покровителем района считается Дева Мария (порт. Nossa Senhora dos Remédios). 